# Asian Club League Handball Championship
L'Asian Club League Handball Championship (AHF Club League Championship) è la massima competizione internazionale annuale organizzata dalla Federazione Asiatica di Pallamano per i club maschili di pallamano in Asia. La competizione oltre a incoronare i campioni asiatici, funge anche da qualificazione per l'IHF Super Globe.
Gli attuali detentori del trofeo sono gli emiratini dello Sharjah che, nel novembre 2024 hanno vinto per la prima volta nella loro storia la competizione, aggiudicandosi così la ventisettesima edizione del torneo.

## Storia
La prima edizione si svolse ad Amman in Giordania, tra il 20 ed il 27 ottobre del 1998, con la partecipazione di 8 squadre provenienti da 7 nazioni (la Giordania fu rappresentata da due team) e vide il trionfo del Kazma Sporting Club dal Kuwait, inaugurando un'epoca di predominio da parte dei club della regione del Golfo Persico. Infatti le squadre provenienti da questa regione si sono aggiudicate la vittoria di 26 edizioni su 27 disputate; l'unica edizione vinta da una squadra proveniente da un'altra regione dell'Asia fu quella del 2010, in cui conquistò la vittoria finale la squadra del Libano dell'As-Sadd SC.
Durante i primi anni Duemila, i club del Qatar iniziarono a imporsi come protagonisti della competizione, tra questi, l'Al-Sadd, che con 5 titoli conquistati in sei anni (2000, 2001, 2002, 2003, 2005), si impose come uno dei più rappresentativi e quello con il maggior numero di vittorie del torneo. 

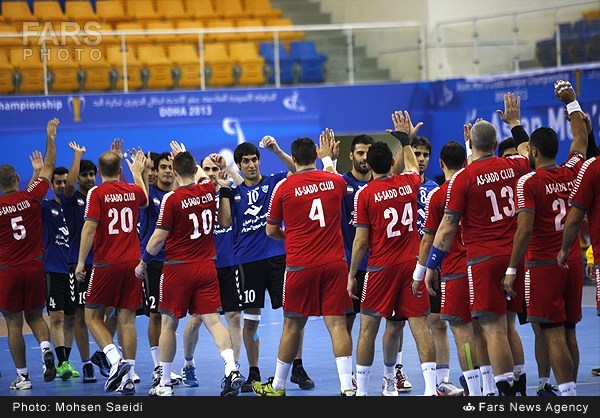
Il Samen Sabzevar e l'As-Sadd Lebanon, prima di una partita dell'edizione 2013

Negli anni dieci del duemila il torneo consolidò il proprio prestigio e riuscì ad attirare anche un numero crescente di partecipanti, attratti ma anche dalla possibilità di accedere, tramite la vittoria della competizione, all'IHF Super Globe, il campionato mondiale per club di pallamano. Intanto tornarono ad imporsi sulla scena nuovamente le squadre del Qatar che dall'edizione 2012 a quella 2021 hanno sempre avuto una rappresentante nella finale della competizione, vincendo in sette occasioni su nove e confermarono il dominio qatariota nella competizione, con ben quattro squadre diverse ad avere vinto il titolo, tra cui l' Al-Duhail,l'Al-Arabi e l'Al Rayyan.
Nonostante alcune difficoltà logistiche e organizzative, il torneo ha continuato a crescere, superando ostacoli come la pandemia da COVID-19, che ha costretto a riformulare il calendario e a ridurre in alcune edizioni il numero delle squadre partecipanti

## Albo d'oro
| 1998 Dettagli | Amman          | Al-Kazma       | Girone unico    | Al-Ahli        | Zob Ahan       | Girone unico        | Al-Salt                  |
| 1999 Dettagli | Isfahan        | Al-Kazma       | 23–21           | Al-Salmiya     | Al-Hilal       |                     | Al-Sadd                  |
| 2000 Dettagli | Kuwait City    | Al-Sadd        | Girone unico    | Al-Salibikhaet | Al-Hilal       | Girone unico        | Paykan Sabzevar          |
| 2001 Dettagli | Isfahan        | Al-Sadd        | 33–28           | Al-Salmiya     | Al-Najma       | 34–34 2OT (3–2) cdr | Foolad Mobarakeh         |
| 2002 Dettagli | Dubai          | Al-Sadd        | 33–30           | Al-Ahli SC     | Al-Ahli        |                     | Al-Najma                 |
| 2003 Dettagli | Beirut         | Al-Sadd        | 29–24           | Al-Ahli        | Al-Nasr SC     | 31–30               | Al-Salmiya               |
| 2004 Dettagli | Tehran         | Al-Fahaheel    | 25–23           | Foolad Sepahan | Barbar         | 46–44               | Al-Sadd                  |
| 2005 Dettagli | Amman          | Al-Sadd        | 31–28           | Al-Salibikhaet | Al-Ahli        | 30–26               | Al-Ahli                  |
| 2006 Dettagli | Muscat         | Al-Qadsia      | 38–33           | Al-Rayyan      | Al-Ahli        | 27–20               | Muscat                   |
| 2007 Dettagli | Kuwait City    | Al-Qadsia      | 32–28           | Al-Salibikhaet | Foolad Sepahan | 32–27               | Heyat Kerman             |
| 2008 Dettagli | Jeddah         | Al-Ahli        | 26–23           | Al-Noor        | Al-Sadd        | 29–25               | Al-Fahaheel              |
| 2009 Dettagli | Amman          | Al-Salibikhaet | 31–29           | As-Sadd        | Zob Ahan       | 22–20               | Al-Sadd                  |
| 2010 Dettagli | Beirut         | As-Sadd        | 33–28           | Mudhar         | Al-Sadd        | 26–22               | Zob Ahan                 |
| 2011 Dettagli | Dammam / Qatif | Mudhar         | 22–19           | As-Sadd        | Al-Jaish       | 30–27               | Al-Khaleej Club          |
| 2012 Dettagli | Doha           | Al-Rayyan      | 26–24           | Al-Ahli SC     | Al-Kuwait SC   | 26–25               | Al-Noor                  |
| 2013 Dettagli | Doha           | Al-Jaish       | 35–27           | Al-Rayyan      | As-Sadd        | 37–34               | Al-Ahli SC               |
| 2014 Dettagli | Doha           | Al-Jaish       | 33–30           | Lekhwiya       | Al-Qurain      | 35–30               | Al-Kuwait SC             |
| 2015 Dettagli | Doha           | Lekhwiya       | Girone unico    | Al-Najma       | Al-Noor        | Girone unico        | Al-Ahli SC               |
| 2016 Dettagli | Amman          | Al-Noor Club   | 25–23           | Al-Jaish SC    | Lekhwiya SC    | 31–21               | Gachsaran Oil & Gas Club |
| 2017 Dettagli | Hyderabad      | Al-Najma       | 21–16           | Al-Duhail Club | Al-Ahli Club   | 31–27               | Sharjah SC               |
| 2018 Dettagli | Kuwait City    | Al-Duhail Club | 22–21           | Al-Wakrah Club | Sharjah SC     | 28–27               | Al-Kuwait SC             |
| 2019 Dettagli | Samcheok       | Al-Arabi SC    | 21–19           | Al-Wehda Club  | Sharjah SC     | 21–20               | Al-Wakrah                |
| 2021 Dettagli | Jeddah         | Al-Duhail Club | 27-24           | Al-Kuwait SC   | Al-Arabi SC    | 25-24               | Al-Najma                 |
| 2022 Dettagli | Hyderabad      | Al-Kuwait SC   | 28–23           | Al-Najma       | Al-Qadsia SC   | 28–27               | Al-Arabi SC              |
| 2023 Dettagli | Isfahan        | Al-Najma       | 22–22 2OT 31-30 | Al-Duhail Club | Al-Rayyan      | 33–26               | Al-Kazma                 |
| 2024 Dettagli | Kuwait City    | Khaleej Club   | 27–27 2OT 35-33 | Al-Arabi SC    | Al-Kuwait SC   | 31–32               | Al-Qadsia SC             |
| 2025 Dettagli | Doha           | Sharjah SC     | 27–26           | Khaleej Club   | Al-Duhail Club | 34–24               | Al-Kazma                 |

## Statistiche
Statistiche aggiornate alla conclusione dell'Edizione 2025.

### Vittorie per club

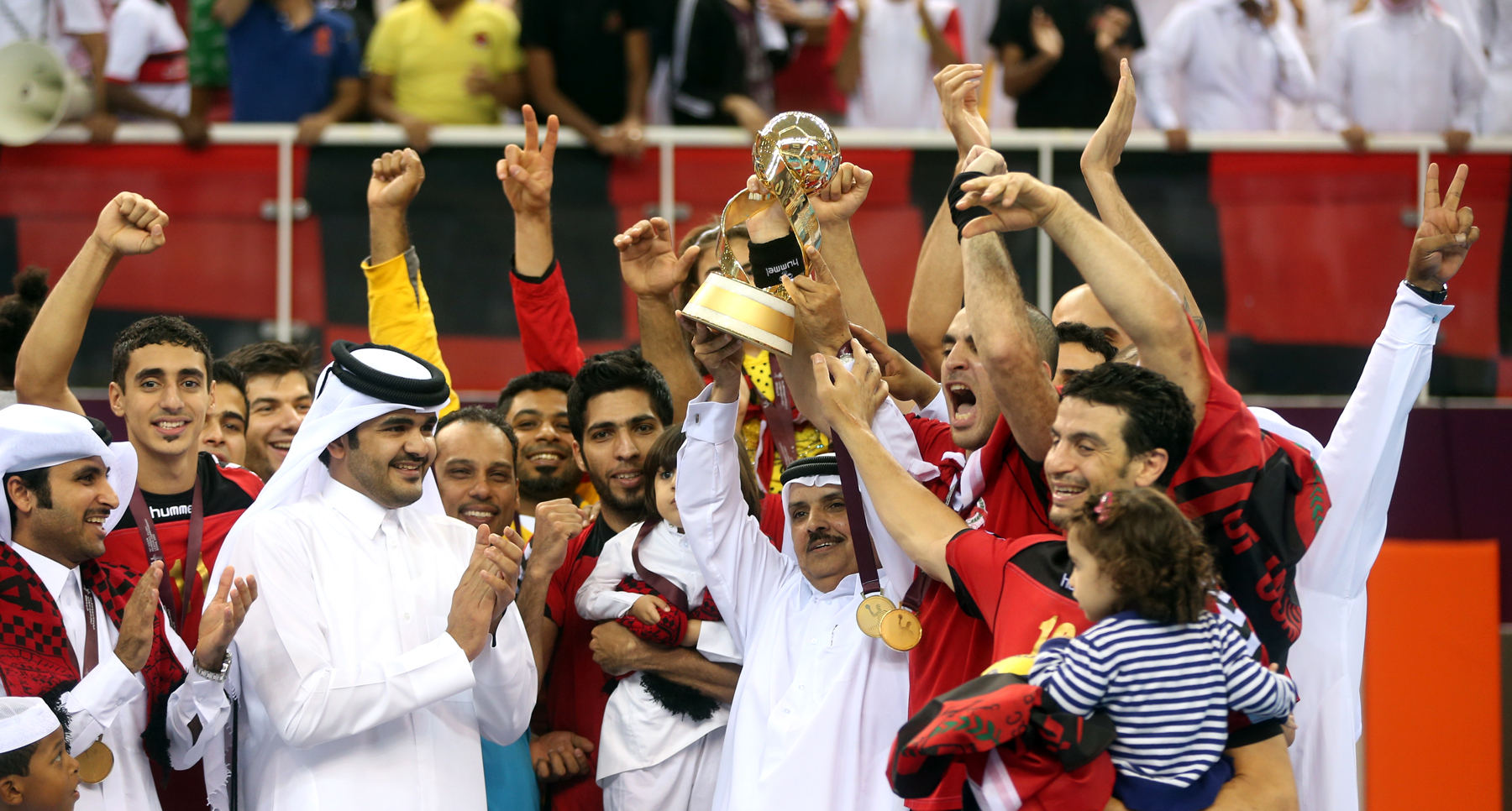
L'Al-Rayyan mentre celebra la vittoria dell'edizione 2012

| Pos. | Squadra          | Oro | Argento | Bronzo | Totale |
| ---- | ---------------- | --- | ------- | ------ | ------ |
| 1°   | Al-Sadd          | 5   | 0       | 2      | 7      |
| 2°   | Al-Najma         | 2   | 2       | 1      | 5      |
| 3°   | Al-Duhail        | 2   | 1       | 1      | 4      |
| 3°   | Al-Jaish         | 2   | 1       | 1      | 4      |
| 5°   | Al-Qadsia        | 2   | 0       | 1      | 3      |
| 6°   | Kazma SC         | 2   | 0       | 0      | 2      |
| 7°   | Al-Salibikhaet   | 1   | 3       | 0      | 4      |
| 8°   | Al-Arabi         | 1   | 2       | 2      | 5      |
| 9°   | Al-Rayyan        | 1   | 2       | 1      | 4      |
| 9°   | As-Sadd          | 1   | 2       | 1      | 4      |
| 11°  | Al-Kuwait        | 1   | 1       | 1      | 3      |
| 11°  | Al Noor          | 1   | 1       | 1      | 3      |
| 11°  | Lekhwiya         | 1   | 1       | 1      | 3      |
| 14°  | Al-Khaleej       | 1   | 1       | 0      | 2      |
| 14°  | Mudhar Club      | 1   | 1       | 0      | 2      |
| 16°  | Al Ahli          | 1   | 0       | 2      | 3      |
| 16°  | Sharjah          | 1   | 0       | 2      | 3      |
| 18°  | Al-Fahaheel      | 1   | 0       | 0      | 1      |
| 19°  | Al-Ahli Dubai    | 0   | 2       | 0      | 2      |
| 19°  | Al-Salmiya       | 0   | 2       | 0      | 2      |
| 21°  | Al-Ahli          | 0   | 1       | 1      | 2      |
| 21°  | Foolad Sepahan   | 0   | 1       | 1      | 2      |
| 23°  | Al-Ahli Amman    | 0   | 1       | 0      | 1      |
| 23°  | Al Wakrah        | 0   | 1       | 0      | 1      |
| 23°  | Al-Wehda Mecca   | 0   | 1       | 0      | 1      |
| 26°  | Al Hilal Bahrain | 0   | 0       | 2      | 2      |
| 26°  | Zob Ahan         | 0   | 0       | 2      | 2      |
| 28°  | Al-Ahli Manama   | 0   | 0       | 1      | 1      |
| 28°  | Al Nasr Dubai    | 0   | 0       | 1      | 1      |
| 28°  | Al Qurain        | 0   | 0       | 1      | 1      |
| 28°  | Barbar Club      | 0   | 0       | 1      | 1      |

### Vittorie per Nazione
| Pos. | Nazione             | Oro | Argento | Bronzo | Totale |
| ---- | ------------------- | --- | ------- | ------ | ------ |
| 1°   | Qatar               | 12  | 9       | 8      | 29     |
| 2°   | Kuwait              | 7   | 6       | 4      | 17     |
| 3°   | Arabia Saudita      | 4   | 4       | 3      | 11     |
| 4°   | Bahrein             | 2   | 2       | 5      | 9      |
| 5°   | Emirati Arabi Uniti | 1   | 2       | 3      | 6      |
| 6°   | Libano              | 1   | 2       | 1      | 4      |
| 7°   | Iran                | 0   | 1       | 3      | 4      |
| 8°   | Giordania           | 0   | 1       | 0      | 1      |